# 仏教企画
 仏教企画 （ぶっきょうきかく）は、神奈川県相模原市緑区にある、仏教書の出版社。

## 概要
有限会社仏教企画として1982年に設立。季刊『曹洞禅グラフ』、『仏教企画通信』を発刊。書籍の出版ならびに販売などを行う。

### 所在地
神奈川県相模原市緑区城山4-2-5

## 沿革
- 1982年9月28日、藤木隆宣が設立し、代表[1]。

## 主な刊行物
- 『宗教人類学の地平』佐々木宏幹 編著　2022.9
- 『仏教人類学の諸相』佐々木宏幹 著　2023.9
- 『「修証義」解説　道元禅師に学ぶ人間の道』丸山劫外著
- 『道元禅より見たる　般若心経解説』CD付　長井龍道著
- 『うたい継ごうよ、子守唄』長田暁二・西舘好子共著
- 『まんが問答　一期一話』文・平和宏昭、まんが・垣内敬造
- 『葬送のしおり』長井龍道 著
- 『The Story of Shakyamuni Buddha』「わが心の釈尊伝」お釈迦さまの生き方に学ぶ 須田道輝 著の英語版
- 『修証義読本「生老病死」-運命をどう生きる-』須田道輝著
- 『曹洞宗檀信徒経典』須田道輝 解説
- 『曹洞宗檀信徒必読「供養のすべて」』霊元丈法著
- 『曹洞宗檀信徒必読「葬儀のすべて」』霊元丈法 著

### 雑誌・新聞
- 雑誌『曹洞禅グラフ』 - 季刊（創刊から第35号までは『永平寺グラフ』題字は秦慧玉禅師）[2]
- 新聞『仏教企画通信』 - 季刊